# Motoclube

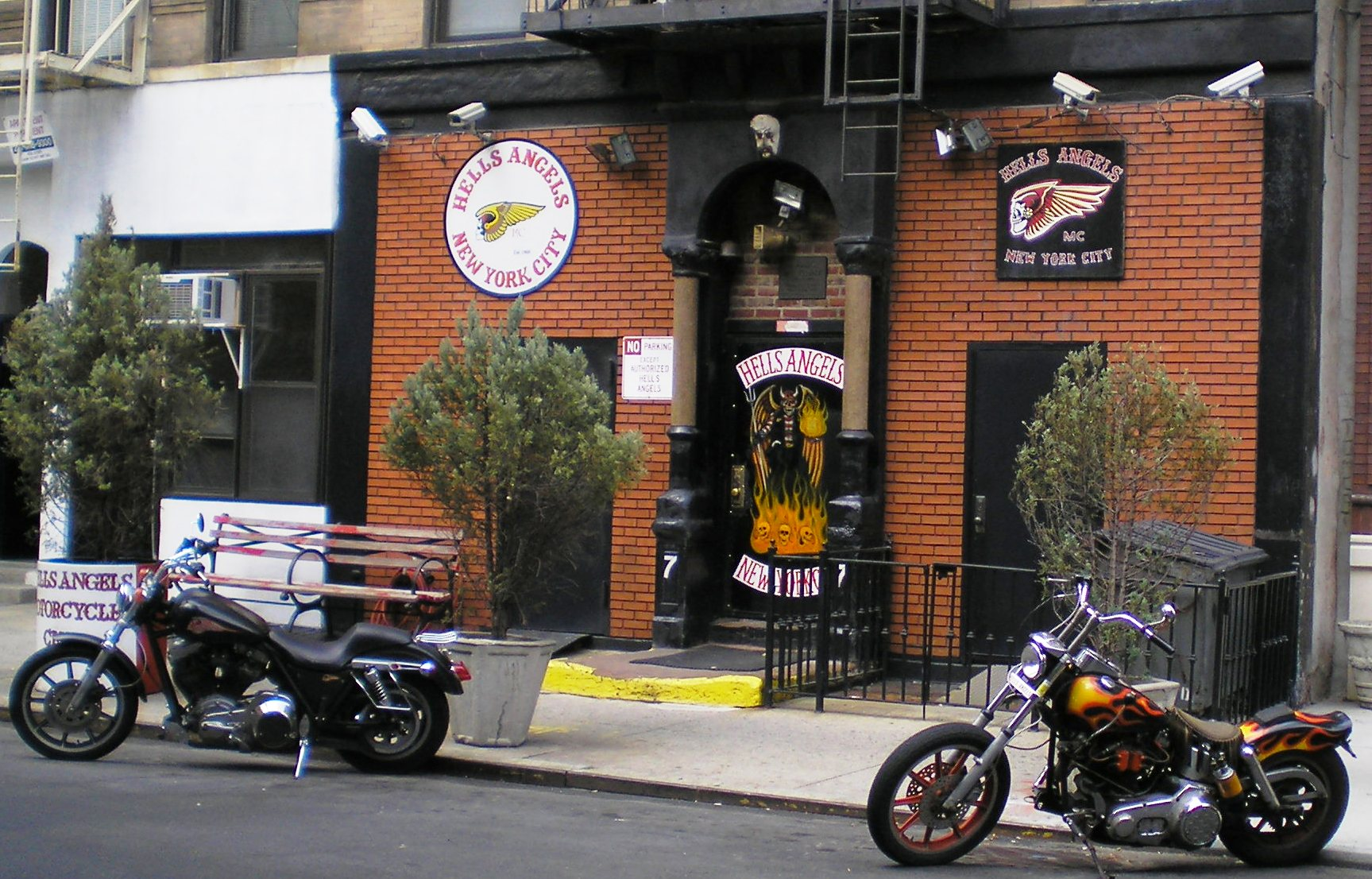
Sede dos Hell Angels em Nova Iorque.

Os motoclubes, também denominados motogrupo são grupos constituídos e organizados por pessoas que apreciam o motociclismo. São clubes organizados com a finalidade de estabelecer relações de camaradagem e amizade, promovendo a socialização entre seus participantes.
Durante todo o ano, os moto clubes organizam passeios e encontros para promover a confraternização, a amizade e o companheirismo entre todos os seus componentes.

## Organização
Geralmente são organizados com base em um "Estatuto" ou "Organograma", onde são definidos a sua denominação, sede, patrimônios, e os representantes, como presidente, vice-presidente, diretor regional, secretários, tesoureiros, diretor financeiro, diretor de eventos, entre outros, além de definir as funções de cada um perante a associação. Um estatuto que dita as regras do moto clube e que devem ser seguidas por todos os seus afiliados.

## Os Símbolos e Insígnias
Cada motoclube tem sua própria identidade distintiva. De patches coloridos a logotipos intrincados, esses símbolos não são apenas decorações de jaquetas; eles representam um compromisso e lealdade aos valores do clube. Vestir o patch do motoclube é mais do que uma afirmação de estilo; é um sinal de respeito pela tradição e história da irmandade.

## No Brasil e no mundo
No Brasil a primeira associação fundada em 1927 foi o Moto Club do Brasil, no estado do Rio de Janeiro. Em 1932 surgiu o Motoclub de Campos.
Na década de 1960 as motos protagonizaram temas de Hollywood com Elvis Presley, Roustabout e Steve McQueen, tal qual um do mais conhecido Easy Rider. Nessa época, surgiu em São Paulo-SP o Zapata Moto Clube (1963) e já no final da Década, no Rio de Janeiro, o Balaios Moto Clube (1969) grupo este que já seguia os novos padrões internacionais e o princípio de irmandade. No Brasil a popularização iniciou-se na Década de 1990, quando da liberação da importação pelo governo do então presidente Collor. Um dos maiores MC do Brasil é o Bodes do Asfalto, com aproximadamente 15 mil associados, seguidos pelo Insanos Moto Clube e Abutre's Moto Clube,. O maior MC do mundo é Hells Angels dos Estados Unidos, surgido em 1948. Os MCs mais antigos são, no Brasil o Moto Club do Brasil (1927) e nos EUA são as Motormaids de 1940
um clube de mulheres segundo, seguidos pelo Vintage Motor Cycle Club Limited. Para coordenar as suas atividades, surgiram também as federações de moto clubes às quais os moto clubes podem se filiar desde que cumpram todos os pré-requisitos necessários determinado pelos órgãos.